# Josef Dobrovský

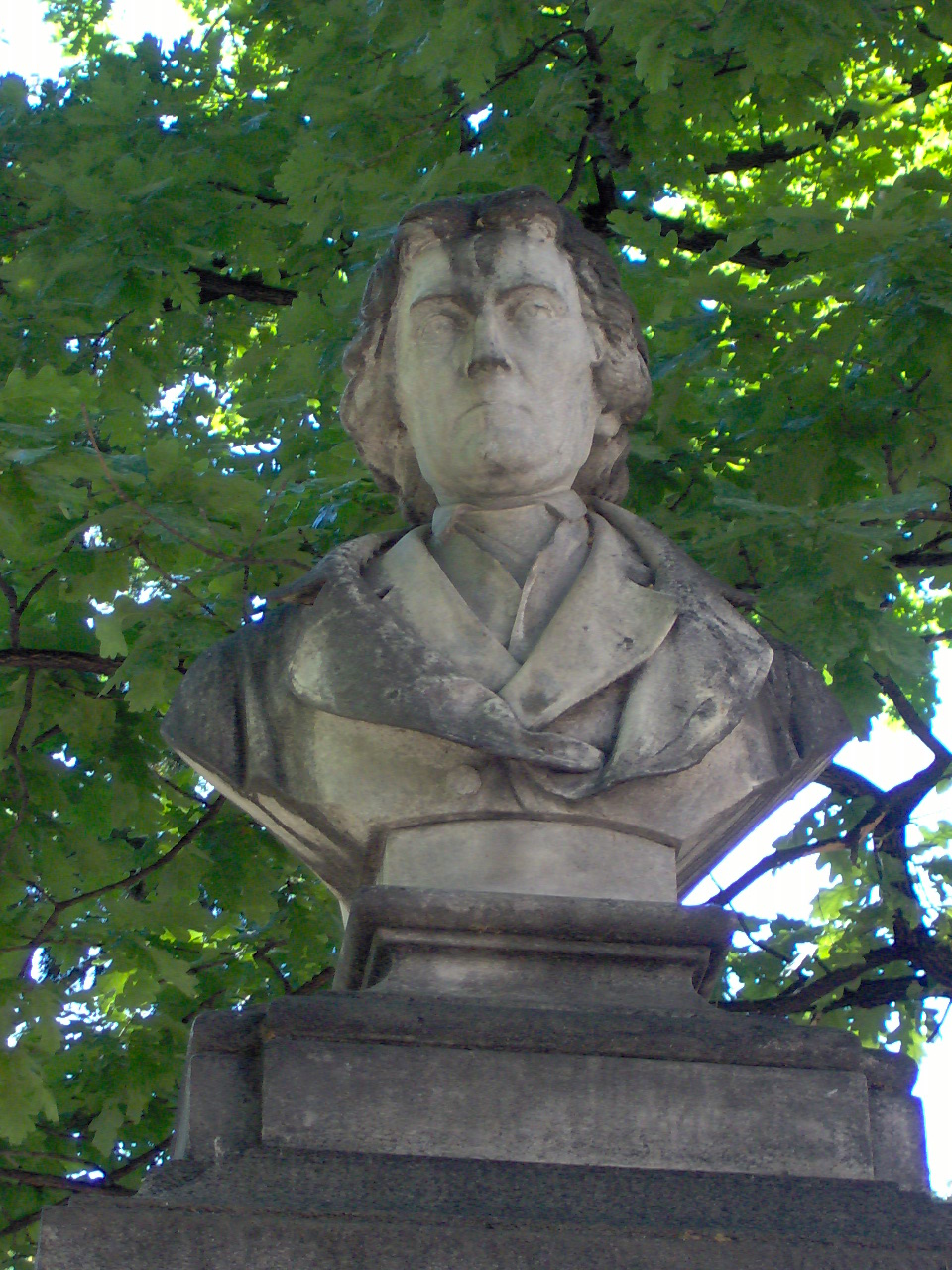
Bust de Dobrovský a Praga.

Josef Dobrovský (Balassagyarmat, Hongria 17 d'agost de 1753 - Brno, 6 de gener de 1829) fou un filòleg, historiador, gramàtic, fundador de l'eslavística moderna, originari de Bohèmia. És amb Josef Jungmann, una de les figures més importants del renaixement nacional txec.

## Biografia
Josef Dobrovský va rebre la primera educació en llengua alemanya a l'escola de Horšovský Týn al districte de Plzeň. Va descobrir la llengua txeca quan era al liceu de Havlíčkův Brod. Escrivia en llatí, en alemany i després en txec.
Va estudiar llavors amb els Jesuïtes a Klatovy. El 1769, va començar a estudiar filosofia a la Universitat Carolina de Praga. El 1772, fou admès als jesuïtes a Brno i es preparava per a una missió cristiana a l'Índia, quan l'orde dels Jesuïtes va ser dissolt a Bohèmia el 1773. Dobrovský va anar llavors a Praga per estudiar teologia.
Va ocupar durant un temps el càrrec de tutor en la família principesca dels Nostitz. Va obtenir el càrrec de vicerector i després el de rector del seminari general a Hradisko (que forma ara part d'Olomouc), però en 1790 va perdre el seu càrrec amb l'abolició dels seminaris a la Monarquia dels Habsburg. Va tornar a la família dels Nostitz que el van acollir amb amistat. En aquesta època, escrigué algunes de les obres més importants dels seus estudis eslaus, sobre historiografia i filologia.
El 1792, Dobrovský efectuà una gira europea per compte de l'Acadèmia de les Ciències de Bohèmia, a la recerca dels manuscrits que havien estat dispersats pels Guerra dels Trenta Anys. Va visitar així Estocolm, Turku, Sant Petersburg i Moscou. A la seva tornada, va acompanyar el comte Nostitz a Suïssa i a Itàlia.
Els anys 1780, va participar en la vida universitària a Praga. El 1784, ajudà a establir la Societat reial txeca de les ciències. El 1818, va contribuir a la creació del Museu Nacional de Praga. El 1828, va anar a Brno per tal d'estudiar les biblioteques locals. Hi va morir tot just al principi de l'any 1829.

## Obres
- Història de la llengua i de la literatura txeques, 1791-1818;
- Sistema complet de la llengua txeca, 1809;
- Institutiones linguae slavicae dialecti veteris, 1822.